# بوئنابیستا د بالدابیا
بوئنابیستا د بالدابیا (به اسپانیایی: Buenavista de Valdavia) یک شهرستان در اسپانیا است که در استان پالنسیا واقع شده‌است.

## خصوصیات
بوئنابیستا د بالدابیا ۸۱ کیلومترمربع مساحت و ۴۱۶ نفر جمعیت دارد.